# Warajština
Warajština (warajsky Waray-Waray) je pátý nejrozšířenější jazyk na Filipínách. Mluví jím přes 2 miliony lidí na východě Filipín – především na ostrově Samar a ve východní části ostrova Leyte.
Jazyk patří do austronéské jazykové rodiny.

## Příklady

### Číslovky
| Warajsky | Česky |
| usá      | jeden |
| duhá     | dva   |
| tuló     | tři   |
| upat     | čtyři |
| limá     | pět   |
| unóm     | šest  |
| pitó     | sedm  |
| waló     | osm   |
| siyám    | devět |
| napúlò   | deset |

## Vzorový text
Otče náš (modlitba Páně):
Amay Namon ha langit, pagdayawon an imo baraan nga garan.
Maghadi ka unta ha amon, matuman dinhe ha tuna an imo kaburut-on
sugad han didto ha langit.
Tagi kami yana nga adlaw han pagkaon nga amon kinahanglan.
Pasayloa kami han amon mga sala sugad han pagpasaylo namon,
han mga nakasala ha amon.
Ayaw itugot nga mahingadto kami hin makuri nga kataragman,
kundi bawia kami ha karat-an.

### Všeobecná deklarace lidských práv
| warajsky | Nga an ngatanan nga mga tawo, nahimugso talwas ug katpong ha ira dignidad ug katdungan. Hira natawo dinhi ha tuna mayda konsensya ug isip ug kaangayan gud la nga an ira pagtagad ha tagsatagsa sugad hin magburugto. |
| česky    | Všichni lidé se rodí svobodní a sobě rovní co do důstojnosti a práv. Jsou nadáni rozumem a svědomím a mají spolu jednat v duchu bratrství.                                                                            |